# Batalha de Sena Gálica
A Batalha de Sena Gálica foi uma batalha travada na costa italiana do Adriático no outono de 551 entre o Império Bizantino e uma frota ostrogoda durante a Guerra Gótica. Ela marcou o fim do breve tentativa gótica de expulsar os romanos dos mares e o início do ressurgimento bizantino na guerra sob a liderança de Narses. Foi a última grande batalha marítima travada no Mediterrâneo por mais de um século, até a Batalha dos Mastros em 655.

## Contexto
Em 550, a Guerra Gótica já ia pelo décimo-quinto ano. Os primeiros testemunharam uma série de sucessos da relativamente pequena força invasora bizantina sob o general Belisário, culminando na queda de Ravena e a aparente restauração do domínio imperial na Itália em 540. Posteriormente, o imperador Justiniano I reconvocou Belisário à capital. Os comandantes deixados pra trás logo começaram a discutir entre si enquanto os godos se reorganizavam. Sob a liderança do carismático Tótila, eles logo reverteram a situação e logo dominaram as forças imperiais. Nem mesmo o retorno de Belisário conseguiu reverter a maré vitoriosa dos ostrogodos. Em 550, os bizantinos estavam reduzidos a um punhado de fortalezas costeiras na península e, na primavera do mesmo ano, Tótila chegou até a invadir a Sicília, a base estratégica romana. Com o objetivo de negar ao Império Bizantino o acesso livre à Itália e a habilidade de desembarcar novas tropas ou de reforçar as fortalezas, Tótila também criou uma marinha com 400 naus de guerra para combater a marinha bizantina. Ao mesmo tempo, Justiniano preparou um derradeiro esforço para recuperar a Itália sob o eunuco Narses.
Tótila, ciente da ameaça, estava determinado a negar aos inimigos o acesso às suas últimas bases importantes em solo italiano, principalmente Crotona e Ancona. Ele se retirou da Sicília e, enquanto suas tropas cercavam Ancona - com 47 navios bloqueando-a por mar - ele enviou o resto da frota, 300 naus, para atacar a costa de Epiro e as ilhas Jônicas. Ancona estava prestes a cair e, por isso, o general romano Valeriano, comandante Ravena, convocou João, um general muito experiente que estava estacionado em Salona, na Dalmácia, enquanto esperava pela chegada de Narses e seu exército, para enviar uma força libertadora. João imediatamente tripulou 38 naus com seus veteranos, as quais se juntaram mais doze sob o próprio Valeriano. A frota combinada zarpou para Sena Gálica, 27 quilômetros ao norte de Ancona.

## Batalha e resultado
Como as duas frotas eram numericamente equivalentes, os dois comandantes godos, Indulfo e Gibal, resolveram dar combate aos bizantinos imediatamente e zarparam para encontrá-los. Ao contrário das naus da antiguidade clássica, as do século VI não tinham capacidade de abalroamento; o combate naval era, portanto, dominado por armas de arremesso e pelas abordagens. Nesta forma de combate, a experiência e habilidade de manter os navios em formação era essencial e as tripulações bizantinas tinham ampla vantagem sobre os inexperientes godos. Logo, no calor da batalha, algumas embarcações godas se distanciaram do corpo principal da frota e foram facilmente destruídas, enquanto que outras se aproximaram demais umas das outras e não mais conseguiam manobrar. No final, a exausta frota gótica se desintegrou e cada navio fugiu como pôde. A perda total foi de 36 navios, com Gibal capturado e Indulfo, com o resto da frota, fugindo para Ancona. Assim que ele se aproximou do acampamento godo, ele encalhou as naus e as incendiou.
Esta impressionante derrota baixou o moral das forças góticas, que imediatamente abandonaram o cerco e recuaram. Seguida por uma série de vitórias romanas, a batalha de Sena Gálica pode realmente ser considerada como o início da virada bizantina nas Guerras Góticas.